# José Manuel Santisteban González
José Manuel Santisteban González (Barakaldo, 27 de setembre de 1967) és un exfutbolista basc, que ocupava la posició de porter.

## Trajectòria
Després de passar pel Barakaldo CF i pel Athletic de Bilbao B, a la campanya 89/90 recala al Tomelloso. L'any següent fitxa pel Xerez CD, amb qui debuta a Segona Divisió, tot jugant 16 partits. L'equip andalús perd la categoria i el porter acompanya l'equip durant dues campanyes a la Segona B.
L'estiu de 1993 fitxa pel Recreativo de Huelva, on milita dues temporades. La temporada 95/96 retorna a la categoria d'argent en fitxar pel CD Logroñés. Eixe any juga 19 partits, i el seu equip aconsegueix l'ascens a primera divisió. El porter basc, però, la temporada 96/97 es manté inèdit, sense disputar cap minut de Lliga.
Retornaria al Recreativo de Huelva. A partir d'ací, la seua carrera prossegueix per equips de Segona B, com el Polideportivo Almería, el Guadix o el CD Ourense.